# کیچینه
کیچینه (به لهستانی:  Kiciny) یک روستا در لهستان است که در گمینا زابروجه واقع شده‌است.